# Zigenarprimas
Zigenarprimas (tyska: Der Zigeunerprimas) är en operett i tre akter med musik av Emmerich Kálmán och med libretto av Fritz Grünbaum och Julius Wilhelm. Den hade premiär den 11 oktober 1912 på Johann Strauß-Theater i Wien.

## Historia
Trots den stora framgången med operetten Höstmanöver hade Kálmán svårt att bli accepterad bland Wiens ledande librettister och kompositörer, som länge betraktade "den där ungraren" med en tydlig misstro. Operettkännarna ville gärna betrakta Höstmanöver som ett tillfälligt lyckokast. Men efter premiären av Zigenarprimas måste också denna kritiska församling erkänna Kálmáns storhet. Kritikerna prisade honom, delvis på kollegernas bekostnad, för hans "otvungna melodiska uppfinningsförmåga" som hela tiden "stod på folkmusikens grund".
Wien stjärnkomiker Alexander Girardi, favorit sedan decennier, gjorde huvudrollen, en gammal zigenarprimas, som dragit sig tillbaka och som ständigt råkar i gräl med sin son om hur en fiol ska behandlas. Sonen har varit på konserter i Budapest och lärt sig tycka om klassisk musik, medan pappan - en självlärd musikant - aldrig spelat annat än folksånger och csárdásmelodier. Dottern till denna gamle zigenarprimas heter Sari, och hon fick ge namn åt den nya Kálmán-operetten (Sari) när den hade premiär i New York den 13 januari 1914. De ledande valsmelodierna, som i Wien getts ut i ett arrangemang kallat Dorfkinder-Walzer, döptes i USA och England till Sari-Walz. I Amerika turnerade operetten runt i tre års tid med en tvättäkta ungerska (Mizi Hajos) i rollen som Sari. Att Zigenarprimas blev en publiksuccé också hemma i Wien (300 föreställningar under samma säsong) och i Budapest var ju mindre märkligt.

### Svenska uppsättningar
Teatermannen Albert Ranft sade däremot nej till denna segerrika operett, vilket väl berodde på den svårbesatta titelrollen. När Oscarsteatern under Hjalmar Lundholm-regimen 1936 vågade sig på Zigenarprimas var det för att det roade självaste Anders de Wahl att gästspela i en operettroll. Uppsättningen hade premiär den 22 februari 1936 i regi av Max Hansen.

## Personer
| Roller                                             | Röststämma | Premiärbesättning 11 oktober 1912 |
| -------------------------------------------------- | ---------- | --------------------------------- |
| Pali Rácz, en zigensk violinist och orkesterledare | tenor      | Alexander Girardi                 |
| Laczi, Palis son                                   | tenor      | Willy Strehl                      |
| Sári, Palis dotter                                 | sopran     | Grete Holm                        |
| Juliska Racz, Palis niece                          | sopran     |                                   |
| Greve Gaston Irini                                 | baryton    | Max Brod                          |
| Kung Heribert VII, förklädd som greve Estragon     | baryton    | Josef Victora                     |

## Handling
Pali Rácz, en zigensk violinist och tre gånger änkling, älskas av kvinnor och hyllas allmänt som en virtuos. Hans dotter Sari tar hand om deras stora familj. Hans unge son Laczi är också violinist men har valt att avstå från sin fars spelstil och studerar klassisk violin vid musikhögskolan. Pali vill gifta sig med sin systerdotter Juliska, som en följeslagare på sin ålderdom, men hon föredrar hans son Laczi, och Laczi älskar henne i sin tur. Pali kritiserar Laczis musiktalang och Laczi längtar så mycket efter Juliska att han lämnar hemmet. Återförenade i Paris försonas far och son efter att grevinnan Irini, en gammal beundrare, övertygar Pali att inte störa loppet av Laczi och Juliskas förhållande. Irinis sonson gifter sig med Sari.